# NGC 2246
NGC 2246 је емисиона маглина у сазвежђу Једнорог која се налази на NGC листи објеката дубоког неба.
Деклинација објекта је + 5° 7' 42" а ректасцензија 6h 32m 33,7s. Привидна величина (магнитуда) објекта NGC 2246 износи 4,8. NGC 2246 је још познат и под ознакама LBN 948.